# Осада Тённинга (1713—1714)
Осада Тённинга (1713—1714) — осада и взятие союзными русско-саксонско-польскими войсками шлезвигской крепости Тённинг в 1713—1714 годах в ходе Северной войны

## Предыстория
Разбив датско-саксонскую армию в Сражении при Гадебуше, шведский фельдмаршал Магнус Стенбок направился в Гольштейн. Там он потерпел поражение от преследовавшей его русской армии при Фридрихштадте. От окончательного уничтожения шведов спасло только то, что в феврале 1713 года Карл Фридрих Гольштейн-Готторпский, нарушив свой нейтралитет в Северной войне, впустил Стенбока с армией в крепость Тённинг.

## Осада
В крепость вошло около 11 тыс. шведских солдат в дополнение к 1,7 тыс. голштинцев. Союзники осадили крепость с суши и с моря. Осаждающие вырыли траншеи и расположили вокруг города мортирные батареи. Датский флот тем временем встал в устье реки Эйдер и не давал возможность подвезти провиант с моря. Осажденные начали страдать от голода и болезней.
16 мая 1713 года, видя безвыходность своего положения, М. Стенбок решил сдаться союзным войскам. Шведская армия к тому моменту насчитывала около 9 тыс. здоровых и около 2,8 тыс. больных солдат.
Крепость продолжали удерживать около 1,6 тыс. голштинцев, которые продержались до 7 февраля 1714 года.

## Последствия
Датский король приказал уничтожить крепость, а за пленных солдат и их командира потребовал 80 000 талеров, из которых получил только десять. Но этого было недостаточно не только, чтобы освободить пленных, но и чтобы хоть как-то облегчить их участь. Магнус Стенбок был доставлен сначала во Фленсбург, а потом и в Копенгаген, где и умер 23 февраля 1717 года.